# Manoir de Droloré
Le manoir de Droloré est un ancien édifice situé à Gourin en France.

## Localisation
Le manoir était situé sur le territoire de la commune de Gourin, au lieu-dit Droloré, dans le département du Morbihan en région Bretagne.

## Description
Le manoir date du XVIIIe siècle. Édifice à un étage carré construit en moellon en granite, toiture à longs pans ; pignon découvert. Escalier dans-œuvre : escalier tournant à retours. Il est détruit avant les années 1960.

## Historique
Le manoir est inscrit à l'inventaire général du patrimoine culturel.